# Don Roberto Costa
Roberto Moutinho Costa, conhecido como Don Roberto Costa (São Paulo, 2 de maio de 1986) é um apresentador e jornalista esportivo brasileiro.
Atualmente, é gerente de comunicação da Associação Portuguesa de Desportos.

## Carreira
Começou a trabalhar ao lado do jornalista Reinaldo Gottino em 2007, quando passou a incorporar a nomenclatura "Don" ao seu nome profissional. Junto ao apresentador, passou por programas esportivos na Rádio Record e na Rádio USP. 
Em 2008, iniciou sua trajetória no futebol, sendo repórter na Web Rádio Lusa. Fez parte da equipe que conquistou o primeiro Troféu Ford ACEESP.
Em 2012, assumiu a assessoria de imprensa da Associação Portuguesa de Desportos e permaneceu no clube até meados de 2013. Seu desligamento aconteceu meses antes do fatídico "Caso Héverton" 
Após as passagens pela portuguesa, aventurou-se nos Estados Unidos, onde comandou por três meses o Nosso Esporte, um programa esportivo diário nos estados da Flórida e Nova Inglaterra para a rádio brasileira Nossa Rádio USA. 
De volta ao Brasil, assumiu a apresentação do diário Paixão Lusa e do semanal Aquecimento Trianon, ambos na Rádio Trianon. 
Em 2016, foi eleito o melhor apresentador do rádio esportivo de São Paulo, recebendo seu primeiro Troféu ACEESP, em categoria individual.
Em 2017, aliou-se à Fundação Pró-Sangue e divulga em seus programas as Campanhas para doação de sangue em São Paulo. No mesmo ano, após o término dos estaduais, ele anunciou sua saída do Aquecimento Trianon.
Em dezembro de 2019 foi convidado para retornar à portuguesa, pelo presidente eleito Antonio Carlos Castanheira, e assumir a chefia do Departamento de Comunicações do clube. Assumiu oficialmente a função em janeiro de 2020, onde segue até o presente momento. À frente das comunicações da lusa, foi eleito pela ACEESP como o melhor Assessor de Imprensa do Estado de São Paulo no ano de 2020. Foi a segunda vez que recebeu a nomeação da Associação dos Cronistas Esportivos do Estado de SP. Porém, diferente de quatro anos antes em que a eleição foi aberta ao público, desta vez ele foi eleito pelos próprios jornalistas esportivos.
Em 2021, na sede da Associação Paulista de Imprensa, foi homenageado pelo Conselho da Ordem Internacional dos Parlamentares das Nações da Língua Portuguesa com a Comenda Ruy Barbosa de Oliveira, em comemoração ao Dia de Portugal e das Comunidades Luso-Brasileiras.

## Curiosidades
A alcunha de Don foi baseado no personagem Vito Corleone, do filme O Poderoso Chefão
Foi filiado ao Partido Progressista tendo sido membro ativo da Juventude do PP. Desligou-se oficialmente após o partido ter declarado apoio ao então candidato a prefeito, Fernando Haddad, do PT.
Pelo programa Record Esporte Motor, apresentado por Reinaldo Gottino, ele cobriu a morte do piloto Rafael Sperafico, em Interlagos. Foi sua última cobertura automobilística na carreira.
É padrinho de casamento da também jornalista Natalie Gedra.
Tornou-se Comendador em 2021

## Prêmios
| Ano  | Prêmio             | Categoria                    | Veículo                 |
| 2012 | Troféu Ford Aceesp | Melhor Web Rádio             | Web Rádio Lusa          |
| 2016 | Troféu Ford Aceesp | Melhor Apresentador de Rádio | Rádio Trianon           |
| 2020 | Troféu Aceesp      | Melhor Assessor de Imprensa  | Portuguesa de Desportos |
| ---- | ------------------ | ---------------------------- | ----------------------- |